# Flugunfall einer Dassault Falcon der Iranischen Revolutionsgarde
Der Flugunfall einer Dassault Falcon der Iranischen Revolutionsgarde ereignete sich am 9. Januar 2006 in der Nähe von Urmia, als es an einer Dassault Falcon 20E, mit der ein Flug vom Flughafen Teheran-Mehrabad zum Flughafen Urmia durchgeführt wurde, zu einem totalen Triebwerksausfall infolge einer Vereisung im Flug gekommen war. Bei einer anschließenden, fehlgeschlagenen Notlandung in einem Feld kamen alle elf Insassen der Falcon ums Leben.

## Maschine
Bei der verunfallten Maschine handelte es sich um eine im Jahr 1975 gebaute Dassault Falcon 20E mit der Modellseriennummer 333. Die Maschine wurde im November 1975 an die Kaiserliche Iranische Marine ausgeliefert und bei dieser mit dem militärischen Luftfahrzeugkennzeichen 5-2801. Nach der Islamischen Revolution wurde die Maschine irgendwann an die Iranischen Luftstreitkräfte übergeben und erhielt bei diesen ihr neues militärisches Luftfahrzeugkennzeichen 15-2233. Das zweistrahlige Geschäftsreiseflugzeug war mit zwei Turbojettriebwerken des Typs General Electric CF700-2D-2 ausgestattet.

## Insassen
An Bord der Maschine befanden sich eine dreiköpfige Besatzung sowie acht Passagiere. Zu letzteren gehörte unter anderem der Oberbefehlshaber der Luftstreitkräfte der Iranischen Revolutionsgarden, Ahmad Kazemi.

## Unfallhergang
Der Unfall ereignete sich gegen 9:30 Uhr Ortszeit. Als sich die Maschine unter schwierigen Wetterbedingungen im Anflug auf Urmia befand und das Fahrwerk für die Landung ausgefahren wurde, leuchteten nicht, wie erforderlich, drei grüne Kontrolllampen auf. Aus diesem Grund wurde der Kontrollturm von Urmia überflogen, damit die Fluglotsen vom Boden aus nachsehen konnten, ob das Fahrwerk korrekt ausgefahren war. Während die Maschine über dem Zielflughafen kreiste, kam es zu einem Flammabriss in beiden Triebwerken. Es wurde daraufhin versucht, die Maschine in einem Feld notzulanden, wobei die Maschine jedoch abstürzte. Alle elf Insassen kamen ums Leben.

## Ursache
Als Ursache für den totalen Triebwerksausfall wurde eine Vereisung der Triebwerke im Flug angegeben.